# Szuhajława
Szuhajława (biał. Шугайлава; ros. Шугайлово, Szugajłowo) – wieś na Białorusi, w obwodzie witebskim, w rejonie orszańskim, w sielsowiecie Krapiuna, nad doliną Dniepru.

## Historia
8 września 1514 pomiędzy Szuhajławą i Paszyną wojska polsko-litewskie pod dowództwem hetmana wielkiego litewskiego Konstantego Ostrogskiego stoczyły zwycięską bitwę z wojskami Wielkiego Księstwa Moskiewskiego. Wersja ta obecna jest w polskiej historiografii (m.in. Otton Laskowski). Wśród białoruskich historyków za miejsce bitwy podawane są również okolice wsi Haćkauszczyna. Z powodu braku szczegółowych badań, nie można potwierdzić żadnej z tych wersji.